# اچ‌ام‌اس سنچوریون (۱۸۴۴)
اچ‌ام‌اس سنچوریون (۱۸۴۴) (به انگلیسی: HMS Centurion (1844)) یک کشتی بود که طول آن ۱۹۰ فوت (۵۸ متر) بود. این کشتی در سال ۱۸۴۴ ساخته شد.